# El Bosque (Cantabria)
El Bosque es una localidad del municipio de Entrambasaguas (Cantabria, España). En el año 2023 contaba con una población de 1539 habitantes (INE). La localidad se encuentra a 108 metros de altitud sobre el nivel del mar, y a 4 kilómetros de la capital municipal, Entrambasaguas.
En la localidad se encuentra la iglesia de San Juan Degollado, patrón de El Bosque cuya festividad se celebra cada 29 de agosto. La primera de las fases constructivas se llevó a cabo hacia la segunda mitad del siglo XV, con elementos góticos. El presbiterio acoge un retablo neogótico recolocado en los años 1980, ya que durante la Guerra Civil la iglesia fue incendiada.
- Datos: Q5821040
- Multimedia: El Bosque (Entrambasaguas) / Q5821040